# Sveriges geologiska undersökning

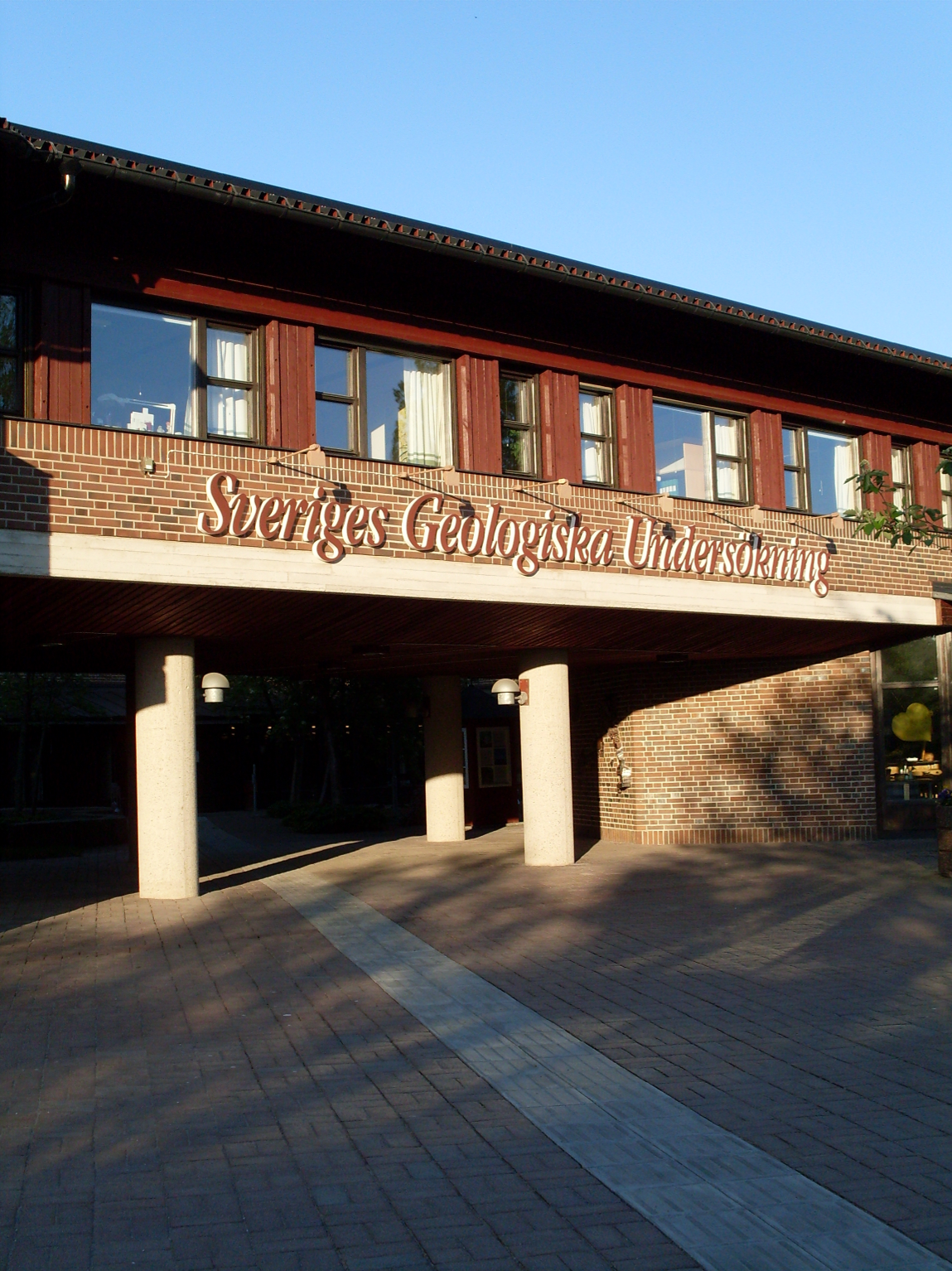
Die SGU in Uppsala

Sveriges geologiska undersökning, SGU, ist die schwedische Behörde für Geologie. Sie wurde 1858 gegründet und hat heute ihren Hauptsitz in Uppsala. Zweigstellen befinden sich in Lund, Göteborg und Malå. Die SGU ist auch übergeordnete Behörde für die Schwedische Bergbehörde (Bergsstaten).
Die Tätigkeit der SGU spiegelt sich in ihren Abteilungen für Allgemeine Geologie, für Geophysik, für Geochemie, für Hydrogeologie, für Bodenkunde und für Meeresgeologie wider. Sie gibt Kartenserien, meist im Maßstab 1:50.000 bzw. 1:200.000, heraus. Die Serien umfassen z. B. Karten zur Geophysik Schwedens, Grundwasserkarten, meeresgeologische Karten.
Die SGU hat knapp 300 Mitarbeiter und ist dem Wirtschaftsministerium zugeordnet.